# Zygoclistron
Zygoclistron is een geslacht van rechtvleugeligen uit de familie veldsprinkhanen (Acrididae). De wetenschappelijke naam van dit geslacht is voor het eerst geldig gepubliceerd in 1905 door Rehn.

## Soorten
Het geslacht Zygoclistron omvat de volgende soorten:
- Zygoclistron falconinum Gerstaecker, 1873
- Zygoclistron modestum Bruner, 1911
- Zygoclistron nasicum Gerstaecker, 1873
- Zygoclistron roraimae Carbonell, 1973
- Zygoclistron superbum Rehn, 1907
- Zygoclistron trachystictum Rehn, 1905